# Дугласс (Канзас)
Дугласс (англ. Douglass) — місто (англ. city) в США, в окрузі Батлер штату Канзас. Населення — 1555 осіб (2020).

## Географія
Дугласс розташований за координатами 37°31′4″ пн. ш. 97°0′37″ зх. д. / 37.51778° пн. ш. 97.01028° зх. д. (37.517785, -97.010278).  За даними Бюро перепису населення США в 2010 році місто мало площу 2,78 км², уся площа — суходіл.

## Демографія
Згідно з переписом 2010 року, у місті мешкало 1700 осіб у 625 домогосподарствах у складі 452 родин. Густота населення становила 611 особа/км².  Було 689 помешкань (247/км²).
Расовий склад населення:
| - 96,6 % — білих - 1,1 % — корінних американців - 0,5 % — азіатів - 0,4 % — чорних або афроамериканців |

До двох чи більше рас належало 1,5 %. Частка іспаномовних становила 2,2 % від усіх жителів.
За віковим діапазоном населення розподілялося таким чином: 29,9 % — особи молодші 18 років, 57,8 % — особи у віці 18—64 років, 12,3 % — особи у віці 65 років та старші. Медіана віку мешканця становила 33,6 року. На 100 осіб жіночої статі у місті припадало 95,4 чоловіків;  на 100 жінок у віці від 18 років та старших — 92,9 чоловіків також старших 18 років.
Середній дохід на одне домашнє господарство  становив 65 924 долари США (медіана — 54 688), а середній дохід на одну сім'ю — 67 979 доларів (медіана — 62 098). Медіана доходів становила 51 324 долари для чоловіків та 27 424 долари для жінок. За межею бідності перебувало 10,7 % осіб, у тому числі 11,8 % дітей у віці до 18 років та 5,9 % осіб у віці 65 років та старших.
Цивільне працевлаштоване населення становило 843 особи. Основні галузі зайнятості: освіта, охорона здоров'я та соціальна допомога — 31,2 %, виробництво — 24,4 %, мистецтво, розваги та відпочинок — 8,4 %, будівництво — 8,4 %.